# Josemi Castañeda
José Miguel Castañeda Macho (Suances, Cantabria, 26 de febrero de 1998), conocido como Josemi, es un futbolista español que juega de centrocampista en la Real Sociedad Gimnástica de Torrelavega de la Segunda División RFEF de España.

## Trayectoria
Nacido en Suances, Josemi se unió al equipo juvenil del Racing de Santander en 2008, procedente de la Sociedad Deportiva Amistad de Torrelavega. El 21 de agosto de 2016, hizo su debut con el Rayo Cantabria, comenzando en una goleada en casa por 5-1 Tercera División al Selaya FC.
Josemi anotó su primer gol con el Rayo Cantabria el 12 de octubre de 2016, anotando el primer gol en la derrota por 3-4 ante el CF Vimenor. El 20 de noviembre de 2016, debutó con el primer equipo con los Verdiblancos al entrar como suplente en la segunda parte de Sergio Ruiz Alonso en el empate a cero en casa contra el Arandina CF en la Segunda División B, a las órdenes de Ángel Viadero.
El 10 de julio de 2017, Castañeda firmó por la UD Las Palmas para jugar en Las Palmas Atlético de segunda división B,  en el que jugaría durante tres temporadas. 
El 17 de junio de 2020, hizo su debut con el primer equipo de la UD Las Palmas reemplazando a Slavoljub Srnić en la derrota por 1-0 en Segunda División ante la UD Almería.
El 1 de septiembre de 2020, firma por el FC Farul Constanța de la Liga I.
El 24 de junio de 2022, Josemi tras desvincularse del club rumano, firma por la Real Sociedad Gimnástica de Torrelavega de la Segunda División RFEF.

## Selección nacional
Josemi fue convocado por la selección española sub-19, con la que estuvo concentrado en Las Rozas (Madrid).[cita requerida]

## Clubes
| Club                                    | País    | Año             | Partidos | Goles |
| --------------------------------------- | ------- | --------------- | -------- | ----- |
| Rayo Cantabria                          | España  | 2016-2017       | 26       | 1     |
| Racing de Santander                     | España  | 2016            | 1        | 0     |
| Las Palmas Atlético                     | España  | 2017-2020       | 75       | 1     |
| UD Las Palmas                           | España  | 2020            | 3        | 0     |
| FC Farul Constanța                      | Rumania | 2020-2022       |          |       |
| Real Sociedad Gimnástica de Torrelavega | España  | 2022-actualidad |          |       |